# Eristalis oestracea
Eristalis oestracea es una especie de mosca sírfida nativa de Europa y América del Norte. En Europa se encuentra en pantanos, páramos y dunas costeras. El adulto toma néctar de flores blancas de la familia de las zanahorias (Apiaceae) y flores amarillas de la familia de las asteráceas (Asteraceae).
Es muy poco conocido en América del Norte. Mide entre 14 y 15 mm de longitud.